# Monomorium viride
Monomorium viride är en myrart som beskrevs av Brown 1943. Monomorium viride ingår i släktet Monomorium och familjen myror. Inga underarter finns listade i Catalogue of Life.